# M41 Howitzer Motor Carriage
Ne doit pas être confondu avec Char M41 Walker Bulldog.
Le M41 Howitzer Motor Carriage (littéralement « M41 chariot moteur d'obusier » en anglais), abrégé M41 HMC, est un canon automoteur américain mis en service en 1945. Il est parfois surnommé M41 « Gorilla ». D'abord introduit dans le contexte de la Seconde Guerre mondiale, il connaît une utilisation massive lors de la guerre de Corée. Les forces armées des États-Unis l'abandonnent à la fin du conflit, tandis que la France l'utilise de 1956 jusqu'en 1972.

## Histoire

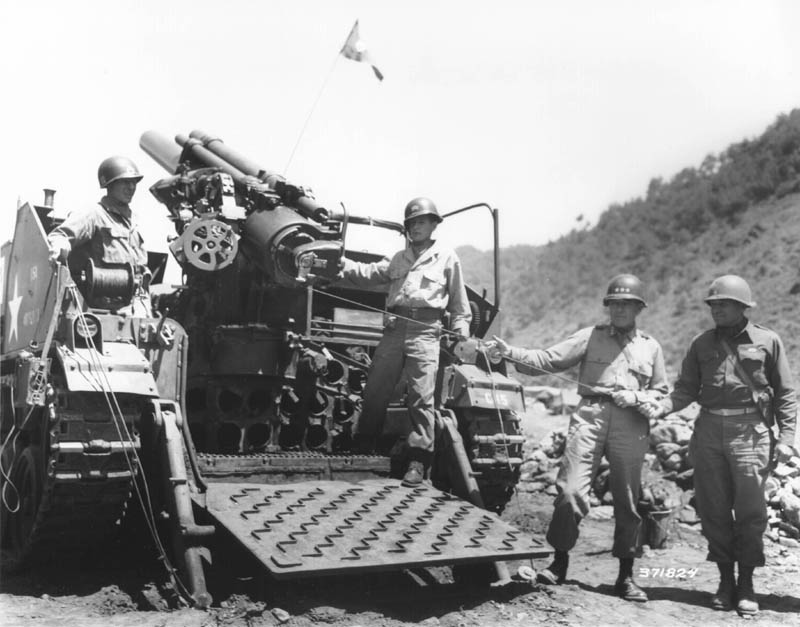
Un Gorilla en Corée le 25 juin 1951. Le lieutenant général William M. Hoge, commandant le IXe Corps des États-Unis, à gauche, tient le cordon qui tirera le 75 000e obus tiré par le corps depuis le début du conflit en Corée. Le brigadier général William N. Gillmore, général commandant l'artillerie du Corps, se tient à droite du général Hoge. Ce jour a également marqué la fin de la première année de combats en Corée.

En décembre 1942, des travaux commencent sur un obusier automoteur de calibre 155 mm basé sur le nouvellement introduit obusier M1 de 155 mm et le châssis d'un char léger M5 Stuart. Cela aboutit à la production d'un prototype unique désigné T64. Cependant, l'approbation du char léger supérieur M24 Chaffee, dont le châssis est prévu pour devenir une norme utilisée pour des canons automoteurs et des véhicules spécialisés (collectivement connus sous le nom de « Light Combat Team »), conduit à l'abandon du T64 au profit d'un nouveau design – désigné T64E1 – utilisant le châssis du Chaffee,.
Il a été officialisé sous le nom de M41 HMC (Howitzer Motor Carriage) le 28 juin 1945. 350 sont commandés et 85 construits entre juin et septembre 1945, le reste de la commande annulé à la suite de la capitulation du Japon.
L'armée de terre française l'emploi, entre autres, dans les 32e Régiment d’Artillerie Lourde Divisionnaire et 68e RALD. Ces régiments comprenant deux groupes de M41 et un de missiles MGR-1 Honest John.

## Caractéristiques
Équipé d'un obusier M1 de calibre 155 mm avec une lourde bêche d'absorption du recul à l'arrière avec une portée de 14,6 km, le T64E1 est conçu pour compléter le M12 Gun Motor Carriage antérieur. Il est doté d'origine de deux moteurs Cadillac V8 de 110 ch, montés au centre (remplacé après réparations par des moteurs Massey Harrys), et d'un équipage de 10 hommes. Cinq hommes, comprenant un conducteur dans le char ainsi que des artilleurs dans le compartiment à toit ouvert à l'arrière, dans une disposition similaire à celle du M12 GMC. Cinq autre artilleurs dans le véhicule support. 22 obus sont chargés sur le M41, et 67 sur le véhicule support.

### Composition de l'équipage d'un M 41 en ordre de service
Le M 41 comportz un équipage de 10 personnes au total pour servir la pièce :
- Le chef de pièce dispose, pour l'armée française, d'une radio AN/GRC-9 ou TRPP 8.
- Le pointeur.
- Le premier artificier, visse et règle les fusées sur les obus.
- Deuxième artificier aidant le premier artificier.
- Le pilote dont la principale mission est de conduire le char à sa destination.
- Le chef de voiture responsable du matériel.
- Le tireur dont la mission est d'introduire l'étoupille et actionnait le cordon de mise à feu.
- Le chargeur qui prépare les charges selon les ordres reçus du chef de pièce.
- L'aide chargeur qui aide au chargement de l'obus sur la civière pour l'introduire dans le tube et procède également à la mise en œuvre des doubles piquets.
- Le pourvoyeur qui approvisionne les obus qui sont stockés dans une zone dite de sécurité.

Des tâches supplémentaires sont dévolues à certains canonniers

## Variantes
- T64: prototype basé sur un châssis de M5A1 Stuart – 1 unité construite
- T64E1: prototype final basé sur un châssis de M24 Chaffee allongé – 1 unité construite
- M41 Gorilla: modèle de base